# جلاء الأذهان وجلاء الأحزان
جلاء الأذهان وجلاء الأحزان أو تفسير الكزور هو تفسير للقرآن باللغة الفارسية لأبي المحاسن حسين بن حسن الجرجاني، من القرن الثامن إلى القرن الرابع عشر. وبحسب آقا بزرك الطهراني، كان من علماء الشيعة في القرن العاشر الهجري / السادس عشر الميلادي.

## الدلالة
وتعتبر أهمية تفسير الكزور في اللغويات والأدب تعادل أهمية كتاب روض الجنان وروح الجنان. استخدم الملا فتح الله كاشاني هذا التفسير كمصدر أساسي في كتابه تفسير منهاج الصادقين. كان مير جلال الدين المحدث الأرموي أول من نشر تفسير الكزور في عشرة مجلدات بين عامي 1337 و1341، وأعيد نشره في عامي 1958 و1962.

## روابط خارجية
- https://iqna.ir/fa/تفسير «گازر» دارای ارزش‌های دينی، اسلامی، مذهبی، مكتبی، ملی و فرهنگی هو (باللغة الفارسية)